# War Remnants Museum
Het War Remnants Museum (Vietnamees: Bảo tàng chứng tích chiến tranh) is een museum in het centrum van Ho Chi Minhstad dat zich richt op de Amerikaanse rol in de Vietnamoorlog. Het werd op 4 september 1975 geopend onder de naam "Exhibition House for US and Puppet Crimes". In 1990 werd de naam veranderd in "Exhibition House for Crimes of War and Aggression" en in 1995, nadat de politieke en diplomatieke betrekkingen met de Verenigde Staten waren verbeterd, werden de beladen woorden "war crimes" (oorlogsmisdaden) en "aggression" (onderdrukking/agressie) uit de naam verwijderd en ging het museum verder onder de huidige naam: "War Remnants Museum".
Het museum is een van de populairste musea van Vietnam, met ongeveer een half miljoen bezoekers per jaar. Volgens het museum is ongeveer twee derde van de bezoekers afkomstig uit het buitenland. Vanuit het Westen is er soms kritiek op het museum, omdat het de Vietnamoorlog "te eenzijdig" zou laten zien en het "één grote anti-Amerikapropaganda" is.

## Collectie
De collectie van het museum bestaat uit een groot aantal foto's verdeeld over een aantal thematisch ingerichte ruimten over onder meer de bombardementen door de Amerikanen tijdens de Vietnamoorlog, de gevolgen van het giftige Agent Orange dat over Vietnam werd uitgespoten door Amerikaanse vliegtuigen en ander oorlogsgeweld, zoals het bloedbad van Mỹ Lai en het gebruik van napalmbommen. Verder zijn er voorwerpen tentoongesteld zoals een guillotine waarmee gevangenen werden geëxecuteerd door de Franse kolonisten en later de Zuid-Vietnamese regering (voor het laatst gebruikt in 1960) en de zogenaamde "tijgerkooien" waar Zuid-Vietnam politieke gevangenen in opsloot.
Buiten om het museum staat divers oorlogsmaterieel: tanks, pantservoertuigen, vliegtuigen en helikopters, waaronder UH-1 Iroquois- en CH-47 Chinook-helikopters, Northrop F-5- en Douglas A-1 Skyraider-gevechtsvliegtuigen en een M48 Patton-tank.

## Afbeeldingen

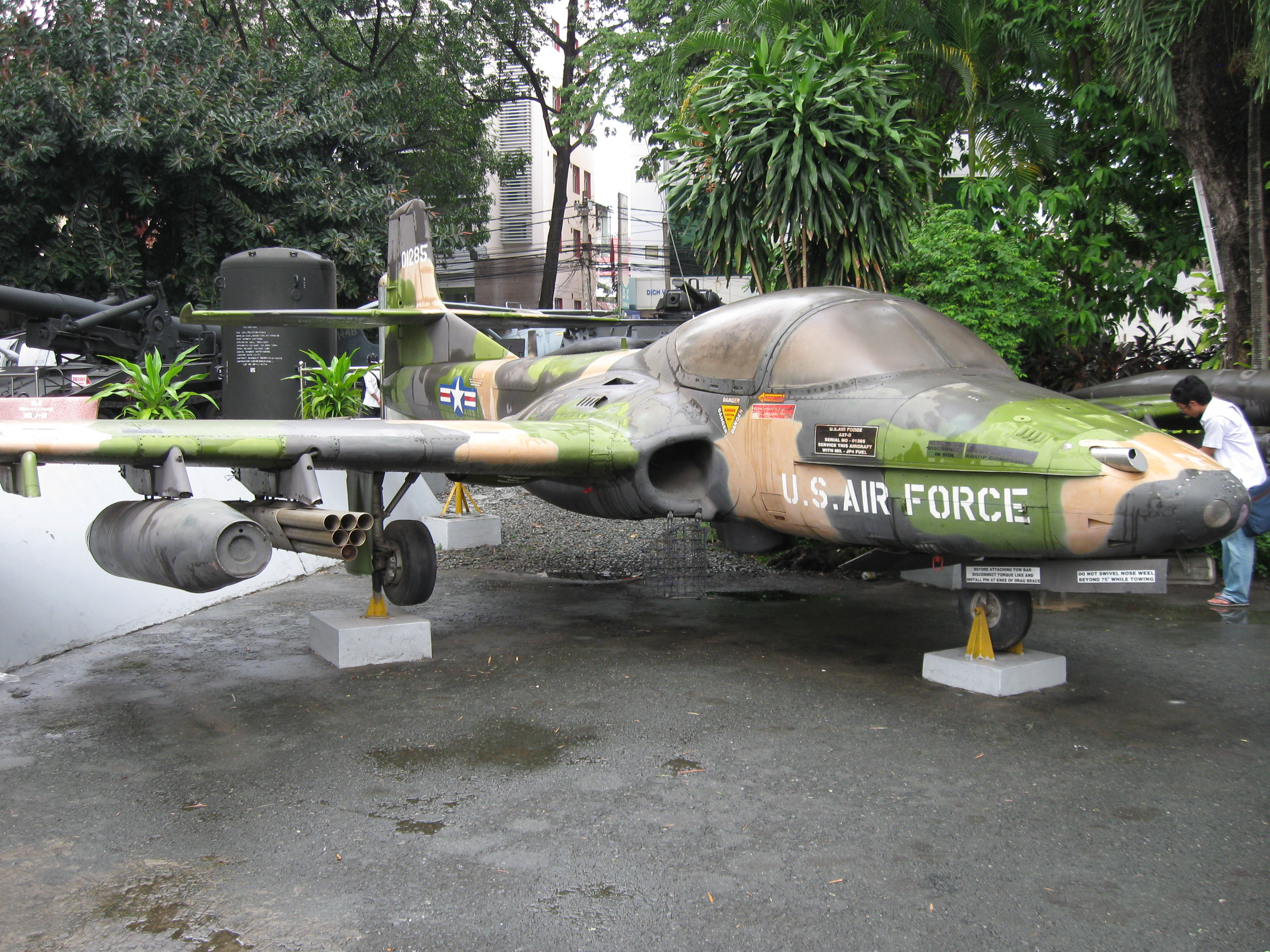
AT-37 Dragonfly
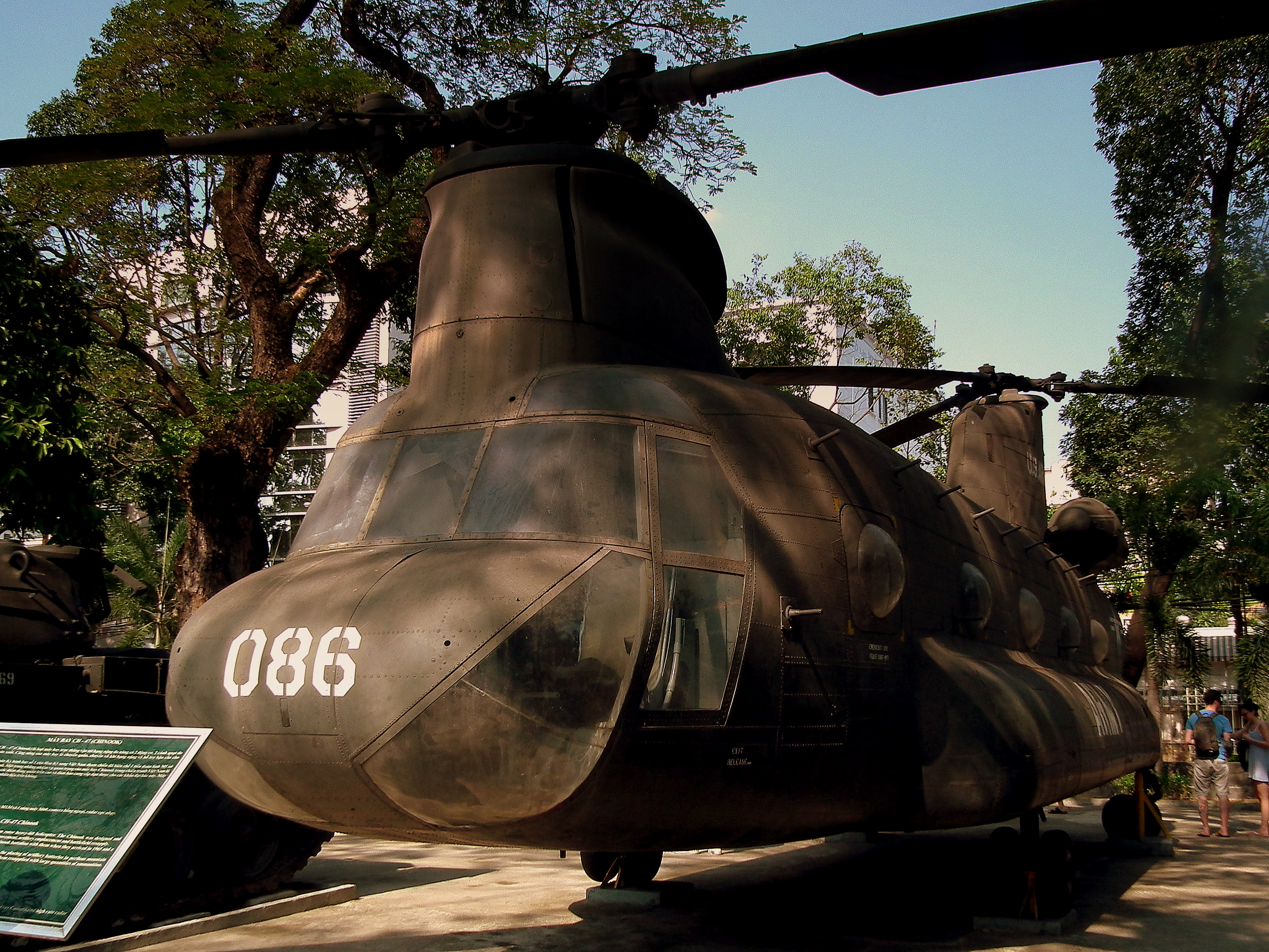
CH-47 Chinook
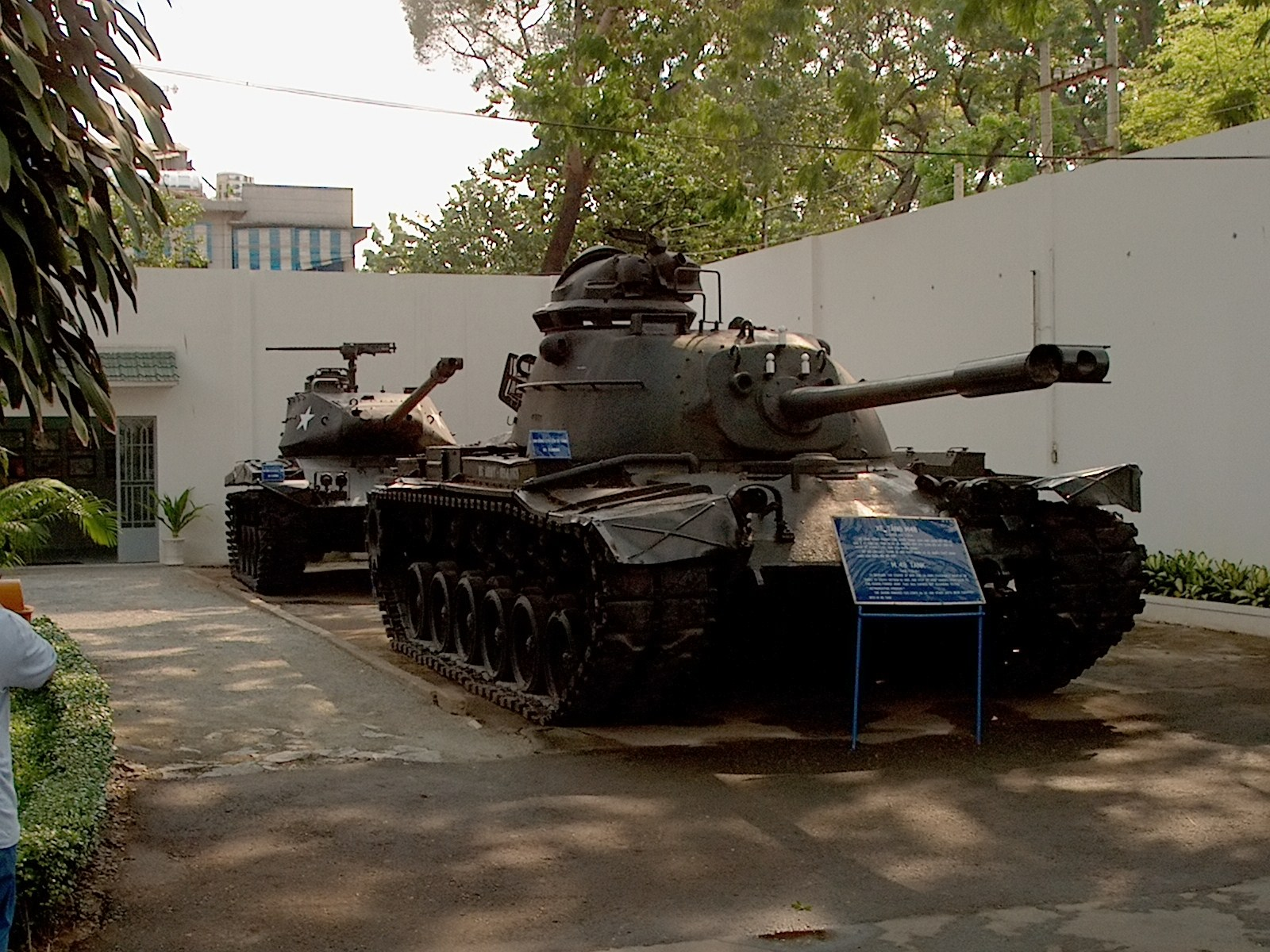
Tanks bij het museum
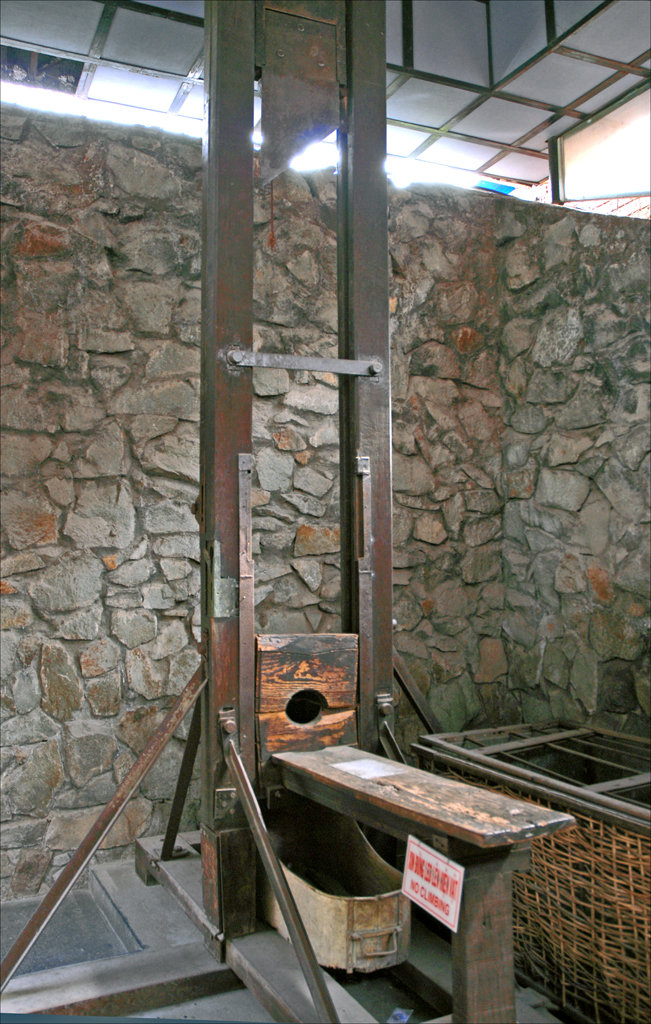
Franse guillotine uit de koloniale tijd
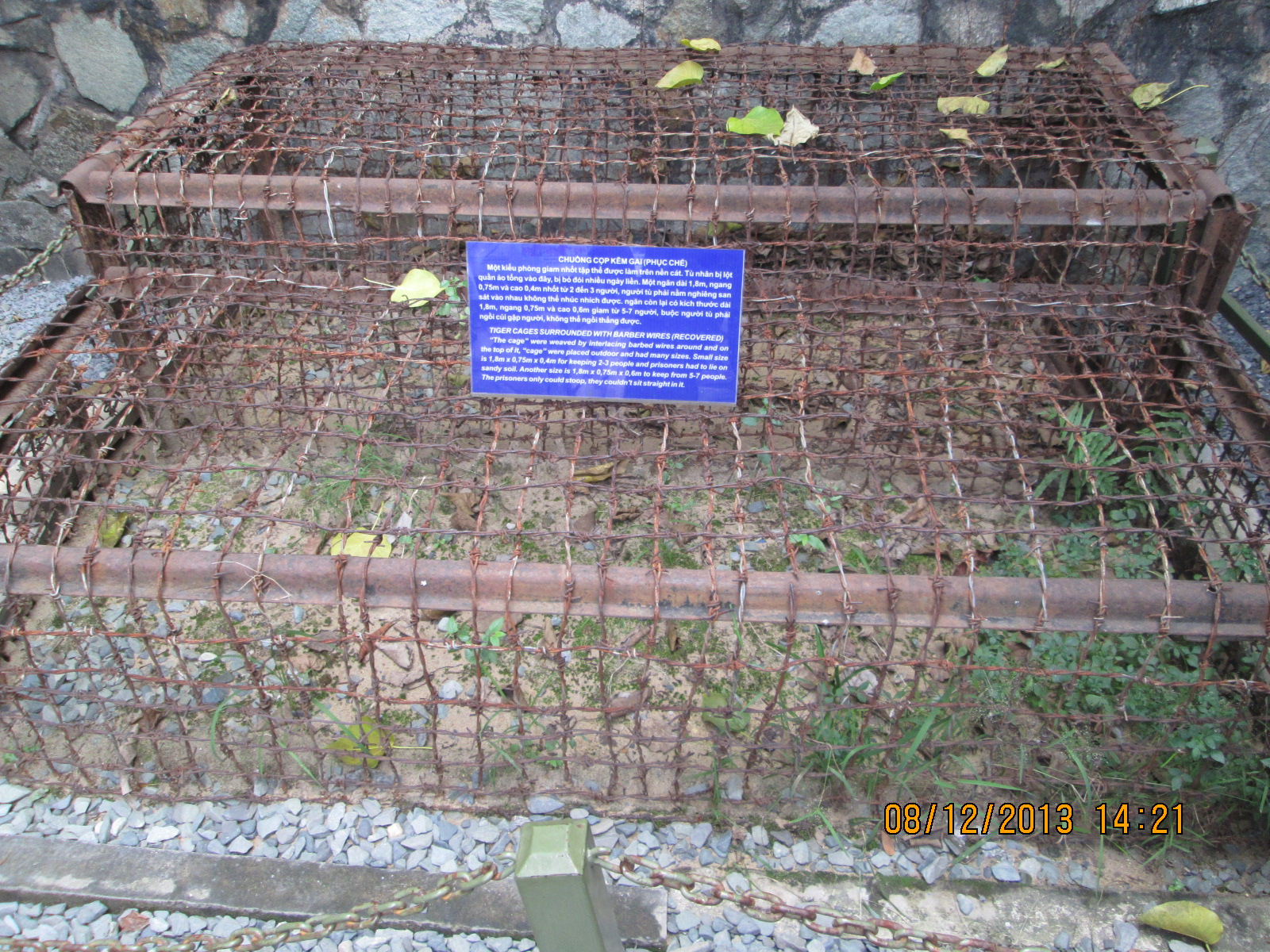
De "tijgerkooien" waarin gevangenen werden opgesloten